# Milagros (Masbate)
Milagros é um município de  primeira classe de renda municipal (d) na província Masbate, nas Filipinas. De acordo com o censo de 1 de maio  de  2020 possui uma população de 57 538 pessoas e 12 371 domicílios.